# Venezuela en los Juegos Olímpicos de la Juventud 2018
 Venezuela compitió en los Juegos Olímpicos de la Juventud 2018, de Buenos Aires, Argentina, del 6 al 18 de octubre de 2018.

## Baloncesto 3x3
Venezuela calificó a ambos equipos (8 atletas) a través de la Clasificación Mundial a partir del 1 de abril de 2018 (1.º en Masculino; 4.º en Femenino). Esta es la segunda calificación consecutiva para los venezolanos 3x3 (también clasificaron en Nanjing 2014 ambos equipos).

## Balonmano de playa
Venezuela calificó al equipo masculino y al equipo femenino (18 atletas) para el torneo. Sin embargo, debido a que las reglas de los Juegos solo permiten que los Comités Olímpicos Nacionales (CON) entren en un deporte de equipo (fútbol sala, pelota de playa, hockey sobre césped o sietes de rugby) por género, los eventos en los que participarán no se han hecho oficiales.

## Voleibol de playa
Venezuela calificó a los equipos femeninos y masculinos en el Tour de Voleibol de Playa Juvenil 2018 CSV.
| Atletas                           | Evento    | Ronda preliminar     | Clasificación | Ronda de 24          | Ronda de 16          | Cuartos de final     | Semifinales          | Final                | Lugar |
| Atletas                           | Evento    | Puntaje de oposición | Clasificación | Puntaje de oposición | Puntaje de oposición | Puntaje de oposición | Puntaje de oposición | Puntaje de oposición | Lugar |
| --------------------------------- | --------- | -------------------- | ------------- | -------------------- | -------------------- | -------------------- | -------------------- | -------------------- | ----- |
| Richard Brizuela Gabriel González | Masculino |                      |               |                      |                      |                      |                      |                      |       |
| Richard Brizuela Gabriel González | Masculino |                      |               |                      |                      |                      |                      |                      |       |
| Richard Brizuela Gabriel González | Masculino |                      |               |                      |                      |                      |                      |                      |       |
| Richard Brizuela Gabriel González | Masculino |                      |               |                      |                      |                      |                      |                      |       |
| Richard Brizuela Gabriel González | Masculino |                      |               |                      |                      |                      |                      |                      |       |
| Urimar Narváez Diana Ramírez      | Femenino  |                      |               |                      |                      |                      |                      |                      |       |
| Urimar Narváez Diana Ramírez      | Femenino  |                      |               |                      |                      |                      |                      |                      |       |
| Urimar Narváez Diana Ramírez      | Femenino  |                      |               |                      |                      |                      |                      |                      |       |
| Urimar Narváez Diana Ramírez      | Femenino  |                      |               |                      |                      |                      |                      |                      |       |
| Urimar Narváez Diana Ramírez      | Femenino  |                      |               |                      |                      |                      |                      |                      |       |

## Ciclismo
Venezuela calificó a una atleta en el estilo libre BMX basado en su desempeño en el Campeonato Mundial de Ciclismo Urbano 2018.
- Estilo libre BMX mixto - 1 chica

## Equitación
Venezuela calificó a un jinete basado en su Clasificación en el Desafío de Salto Mundial de la FEI.
| Atleta | Caballo | Evento           | Ronda 1        | Ronda 1 | Ronda 2        | Ronda 2 | Ronda 2 | Total          | Total | Desempate      | Desempate | Lugar |
| Atleta | Caballo | Evento           | Penalizaciones | Lugar   | Penalizaciones | Total   | Lugar   | Penalizaciones | Lugar | Penalizaciones | Tiempo    | Lugar |
| ------ | ------- | ---------------- | -------------- | ------- | -------------- | ------- | ------- | -------------- | ----- | -------------- | --------- | ----- |
|        |         | Salto individual |                |         |                |         |         |                |       |                |           |       |

## Esgrima
Venezuela calificó a una atleta basado en su desempeño en el Campeonato Mundial Cadete 2018.
- Florete Femenino - Anabella Acurero González

## Gimnasia

### Artística
Venezuela calificó a un gimnasta basado en su desempeño en el Campeonato Americano Juvenil 2018.
- Artístico masculino completo individual - 1 cuota

## Pentatlón moderno
| Atleta                    | Evento               | Esgrima Ronda de clasificación (espada a toque único) | Esgrima Ronda de clasificación (espada a toque único) | Natación (200 m estilo libre) | Natación (200 m estilo libre) | Natación (200 m estilo libre) | Esgrima Ronda final (espada a toque único) | Esgrima Ronda final (espada a toque único) | Esgrima Ronda final (espada a toque único) | Combinado: tiro/atletismo (10 m pistola de aire)/(3000 m) | Combinado: tiro/atletismo (10 m pistola de aire)/(3000 m) | Combinado: tiro/atletismo (10 m pistola de aire)/(3000 m) | Total puntos | Lugar final |
| Atleta                    | Evento               | Resultados                                            | Lugar                                                 | Tiempo                        | Lugar                         | Puntos                        | Resultados                                 | Lugar                                      | Puntos                                     | Tiempo                                                    | Lugar                                                     | Puntos                                                    | Total puntos | Lugar final |
| ------------------------- | -------------------- | ----------------------------------------------------- | ----------------------------------------------------- | ----------------------------- | ----------------------------- | ----------------------------- | ------------------------------------------ | ------------------------------------------ | ------------------------------------------ | --------------------------------------------------------- | --------------------------------------------------------- | --------------------------------------------------------- | ------------ | ----------- |
| Ángel Hernández (VEN)     | Masculino individual |                                                       |                                                       |                               |                               |                               |                                            |                                            |                                            |                                                           |                                                           |                                                           |              |             |
| Ángel Hernández (VEN) TBD | Relevo mixto         |                                                       |                                                       |                               |                               |                               |                                            |                                            |                                            |                                                           |                                                           |                                                           |              |             |

## Piragüismo
Venezuela calificó una embarcación basada en su desempeño en el Clasificatorio de IKA TwinTip de América del Sur/Central.
- Carrera Femenina IKA TwinTip - 1 embarcación

## Triatlón
Venezuela calificó a una atleta basado en su desempeño en el Clasificatorio de los Juegos Olímpicos Americanos 2018.
- Femenino individual - 1 cuota

## Halterofilia
Venezuela calificó una cuota en los eventos masculinos y una cuota en los femeninos basado en la clasificación por equipo después del Campeonato Mundial de Halterofilia Juvenil 2017.
Chicos
| Atleta | Evento | Arrancada | Arrancada | Dos tiempos | Dos tiempos | Total | Lugar |
| Atleta | Evento | Resultado | Lugar     | Resultado   | Lugar       | Total | Lugar |
| ------ | ------ | --------- | --------- | ----------- | ----------- | ----- | ----- |
|        |        |           |           |             |             |       |       |

Chicas
| Atleta | Evento | Arrancada | Arrancada | Dos tiempos | Dos tiempos | Total | Lugar |
| Atleta | Evento | Resultado | Lugar     | Resultado   | Lugar       | Total | Lugar |
| ------ | ------ | --------- | --------- | ----------- | ----------- | ----- | ----- |
|        |        |           |           |             |             |       |       |